# 越南邊防部隊
越南邊防部隊（越南语：／）是越南人民軍的重要組成部分，是負責管理和保衛國家邊境地區的核心力量。

## 歷史
- 1958年11月19日，越南共產黨中央政治局決定將各支負責保衛內陸、邊境、海岸的各國防軍事單位和其他內防和邊防武裝部隊，交由公安部直接指導，命名爲警衛力量（Lực lượng Cảnh vệ）。警衛力量由邊防警衛（Cảnh vệ Biên phòng）和內地警衛（Cảnh vệ Nội địa）組成。
- 1959年3月3日，范文同總理簽發了關於成立一個專門負責邊防和內衛工作的武裝力量，定名爲人民武裝公安（Công an nhân dân Vũ trang，受公安部領導的第100-TTg 號決定，這一天後來也被視作邊防部隊成立日。[3]
- 1959年3月28日19時，人民武裝公安成立儀式在河內舉行。[4]
- 1979年，越南人民武装公安改制为越南边防部队，交由国防部管理，由于正值越南与苏联关系密切，越南边防部队开始建立效仿苏联边防军的体制。
- 1988年，越南边防部队改由内务部（现公安部），1995年再次复归国防部。

## 任务
- 维护越南边境安全秩序，对国界、口岸、边境工程等进行巡逻与维护。
- 及时镇压外国间谍、别动队、土匪、海盗及边境和沿海地区各种破坏安全的活动。
- 收集情报信息、分析、评估和预测情况，以便执行边防任务。
- 防范惩治边境沿海地区的走私行为。
- 实施政府对规范边境往来的法律，及边境检查工作。
- 保卫边境地区人民生命财产、国家财产、金库、工厂和农场安全。